# Vấn đề Do Thái

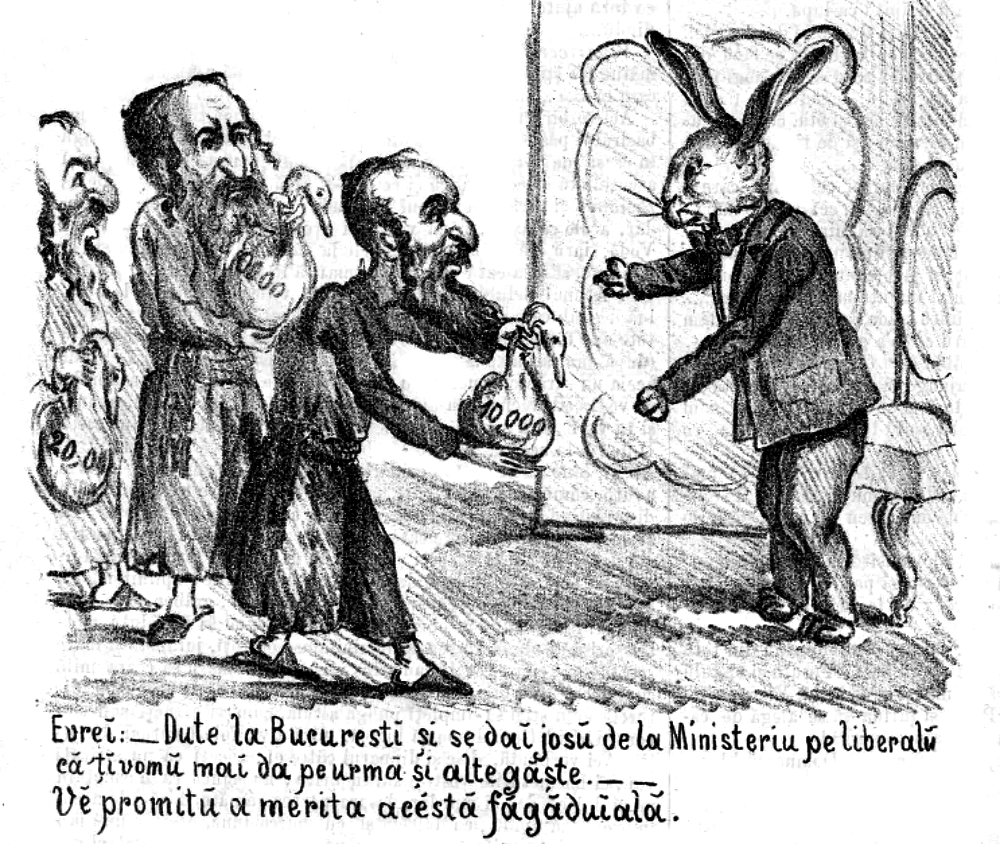
Tranh biếm họa chính trị thể hiện lập trường của những người theo chủ nghĩa tự do chống lại sự giải phóng cho người Do thái

Vấn đề Do Thái / Câu hỏi Do Thái là một cuộc tranh luận rộng khắp trong xã hội châu Âu liên quan đến tình trạng và cách đối xử của người Do Thái trong xã hội. Cuộc tranh luận tương tự như những câu hỏi khác được đặt cho "dân tộc" và giải quyết tình trạng dân sự, luật pháp, quốc gia và chính trị của người Do Thái là một thiểu số trong xã hội, đặc biệt ở châu Âu trong các thế kỷ 18, 19 và 20.
Cuộc tranh luận bắt đầu trong các xã hội, chính trị gia và nhà văn ở Tây Âu và Trung Âu chịu ảnh hưởng của thời kỳ Khai sáng và lý tưởng của Cách mạng Pháp. Các vấn đề bao gồm sự tàn tật của người Do Thái hợp pháp và kinh tế (ví dụ như hạn ngạch của người Do Thái và sự phân chia), sự đồng hóa của người Do Thái, sự giải phóng Do thái và Do Thái Giác ngộ.
Cách diễn đạt này đã được sử dụng bởi các phong trào chống phân biệt chủng tộc từ những năm 1880 trở đi, kết quả là trong cụm từ của Đức quốc xã "Giải pháp cuối cùng cho câu hỏi của người Do Thái". Tương tự như vậy, cụm từ này đã được những người ủng hộ và chống lại việc thành lập một quê hương người Do Thái tự trị hoặc một quốc gia Do Thái chủ quyền.

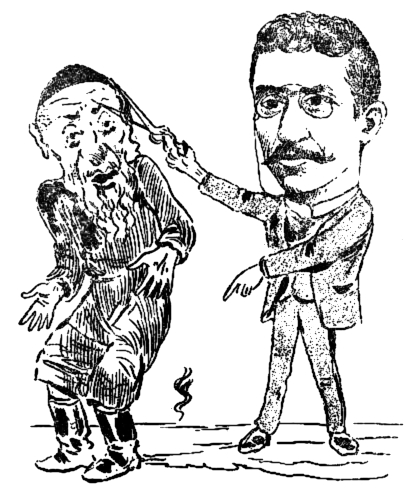
Nhà báo người Do Thái Rumani Sache Petreanu ủng hộ đồng hóa người Do Thái, tranh biếm hoạ cắt chùm tóc truyền thống của một người Do Thái thực hành tôn giáo 1899 họa sĩ Constantin Jiquidi)

## Lịch sử "Câu hỏi Do thái"
Thuật ngữ "Câu hỏi của người Do Thái" được sử dụng lần đầu tiên ở Anh vào khoảng năm 1750. Theo học giả Holocaust Lucy Dawidowicz, thuật ngữ "Câu hỏi Do thái", được giới thiệu ở Tây Âu, là một biểu hiện trung lập cho thái độ tiêu cực đối với Rõ ràng và dai dẳng của người Do Thái như là một dân tộc chống lại nền tảng của chủ nghĩa dân tộc chính trị gia tăng và các quốc gia mới. Dawidowicz viết rằng "lịch sử giải phóng người Do Thái và chủ thuyết chống lại châu Âu là đầy đủ với các 'giải pháp cho câu hỏi của người Do Thái'" Câu hỏi được thảo luận tiếp theo tại Pháp ("la question juive") sau cuộc Cách mạng Pháp năm 1789, Trước khi đến Đức thông qua bài viết "Die Judenfrage" của Bruno Bauer - Câu hỏi của người Do Thái.
Từ đó đã có hàng trăm giáo đường, tờ rơi, bài báo và sách viết về đề tài này, với nhiều giải pháp đưa ra bao gồm tái định cư, trục xuất và đồng hoá người Do Thái. Tương tự như vậy, hàng trăm tác phẩm văn học đã được viết chống lại các giải pháp này và đã đưa ra các giải pháp như tái hội nhập và giáo dục. Tuy nhiên, cuộc tranh luận này không thể quyết định liệu vấn đề Câu hỏi của người Do Thái liên quan nhiều hơn đến các vấn đề mà những người Đức gốc Do Thái phản đối hay ngược lại: vấn đề đặt ra bởi sự tồn tại của người Do Thái Đức đối với các đối thủ của họ.
Từ khoảng năm 1860 khái niệm này ngày càng trở nên phổ biến chống lại tôn giáo: người Do Thái được mô tả dưới cái tên này như là một trở ngại đối với bản sắc và sự gắn kết của quốc gia Đức và là kẻ thù trong nước Đức. Những người phản kháng như Wilhelm Marr, Karl Eugen Dühring, Theodor Fritsch, Houston Stewart Chamberlain, Paul de Lagarde và những người khác cho rằng đó là một vấn đề chủng tộc khó giải quyết thông qua hội nhập, để làm cho yêu cầu của họ đối với việc "làm nhái" báo chí, giáo dục, Văn hoá, nhà nước và nền kinh tế, hợp lý, cùng với yêu cầu của họ đối với việc kết hôn giữa người Do Thái và người không phải Do Thái. Họ cũng sử dụng định nghĩa này để loại bỏ người Do Thái khỏi vị trí thống trị xã hội được cho là của họ.
Cho đến nay, cách sử dụng hiệu quả nhất của cách phát biểu này là của Đức quốc xã vào đầu thế kỷ hai mươi và đầu thế kỷ XX, kết thúc bằng việc thực hiện "Giải pháp cuối cùng cho câu hỏi của người Do Thái" trong Thế chiến II .

## Sử dụng sớm
Việc sử dụng cụm từ "câu hỏi Do Thái" sớm xuất hiện trong cuộc thảo luận Người Do Thái năm 1753 ở Anh. Theo Otto Dov Kulka của Đại học Hebrew, thuật ngữ này trở nên phổ biến rộng rãi vào thế kỷ XIX khi nó được sử dụng trong các cuộc thảo luận về giải phóng Do Thái trong tiếng Đức (Judenfrage).

## Bruno Bauer –The Jewish Question
Bruno Bauer tác giả cuốn sách The Jewish Question xuất bản năm 1843, Bauer lập luận rằng người Do Thái chỉ có thể đạt được sự giải phóng chính trị chỉ khi nào mà họ từ bỏ hoàn toàn ý thức hệ tôn giáo đặc biệt của họ, kể từ khi việc giải phóng chính trị thì đòi hỏi một nhà nước thế tục, mà ông thừa nhận rằng nhà nước thế tục không để lại bất kỳ "không gian" nào cho các đặc tính xã hội như là tôn giáo. Theo Bauer, nhu cầu tôn giáo như vậy là không tương thích với lý tưởng về "Quyền của Con người". Việc giải phóng chính trị thực sự, đối với Bauer, đòi hỏi việc bãi bỏ tôn giáo hoàn toàn.